# Attaque de London (Ontario)
L'attaque de London est une attaque à la voiture-bélier contre des piétons musulmans survenue le 6 juin 2021 à London, en Ontario, au Canada. Quatre personnes ont été tuées et une autre a été blessée, toutes de la même famille.
Le 22 février 2024, Nathaniel Veltman écope de la prison à vie sans possibilité de libération avant 25 ans.

## Attaque
Le soir du 6 juin 2021, Nathaniel Veltman, un homme âgé de 20 ans, fonce dans une camionnette sur une famille musulmane alors qu'elle attendait à un feu pour traverser la route, dans le quartier de Hyde Park à London (Ontario). Quatre personnes sont mortes, dont une sur les lieux, et une autre est grièvement blessée. L'auteur des faits est arrêté dans un parking à sept kilomètres.
Une chroniqueuse de London CBC et animatrice de Rogers TV était en voiture à proximité de l'attaque. Elle a décrit une camionnette noire qui a roulé près d'elle et dont la vitesse importante secouait sa voiture. Quelques minutes plus tard, elle s'est arrêtée à ce qu'elle a décrit comme une scène macabre et chaotique

## Victimes
Les victimes sont membres de la même famille, arrivée au Canada depuis le Pakistan en 2007. Le père et la mère, âgées de 44 ans et 46 ans, la fille de 15 ans et la grand-mère paternelle de 74 ans sont morts. Un garçon de neuf ans a été grièvement blessé mais a survécu.

## Auteur
La police a inculpé Nathaniel Veltman pour quatre de meurtre au premier degré et une tentative de meurtre. Il aurait planifié l'attaque à l'avance. Il portait un gilet pare-balles au moment de son arrestation. Il n'a aucun lien connu avec les victimes.
Les procureurs envisagent des accusations de terrorisme.

## Réactions
La Chambre des communes a observé une minute de silence pour les victimes. Le Premier ministre Justin Trudeau, le Conseil islamique suprême de Canada (en), le Conseil national des musulmans canadiens et le Premier ministre pakistanais Imran Khan ont condamné cette attaque comme du terrorisme.
Une veillée est organisée pour les victimes le 8 juin 2021, avec la présence du Premier ministre du Canada Justin Trudeau, du Premier ministre de l'Ontario Doug Ford et du maire de London Ed Holder.